# تعاونية الابتهاج (مرقطان)
تعاونية الابتهاج هو دُوَّار يقع بجماعة سوق الثلاثاء، إقليم القنيطرة، جهة الرباط سلا القنيطرة في المملكة المغربية. ينتمي الدوّار لمشيخة مرقطان التي تضم 11 دوار. يقدر عدد سكانه بـ 216 نسمة حسب الإحصاء الرسمي للسكان والسكنى لسنة 2004.

## روابط خارجية
- البوابة الوطنية للجماعات الترابية نسخة محفوظة 12 مارس 2018 على موقع واي باك مشين.
- المندوبية السامية للتخطيط